# Voyager Company
Voyager Company était une société éditrice de CD-ROM dans les années 1980 et au début des années 1990.
Elle est notamment à l'origine de The Criterion Collection, une collection de DVD et de Blu-Ray, qui propose des films de références parmi les classiques du cinéma - en particulier américain, français, japonais et italien.

## Histoire
L'entreprise a été fondée en 1984 à Santa Monica, puis le siège s'est déplacé à New York. Quatre cofondateurs ont créé Voyager Company : Jon Turell, Bill Becker, Aleen Stein et Robert Stein. Le nom Voyager fait référence au programme spatial Voyager.
En 1994, von Holzbrinck Publishing Group a acquis 20 % des parts de la société. En 1997, von Holzbrinck Group a retiré cette participation, tout en conservant le nom de la marque et la moitié des droits sur les CD-ROM. Robert Stein a racheté l'autre moitié, ainsi que les droits pour Toolkit. The Criterion Collection appartient à présent à Aleen Stein (1/3), la famille Becker (1/3) et la famille Turell (1/3).

## Productions

### Disques laser
- De l'Italie
- Le grand séisme de 1989 (en partenariat avec ABC News Interactive)
- National Gallery of Art'
- Devo: The Complete Truth About De-Evolution
- The Residents: Twenty Twisted Questions
- Louvre
- Theatre of the Imagination: Radio Stories by Orson Welles and The Mercury Theatre (1988,  (ISBN 0-931393-90-6))[2]
- To New Horizons: films éphémères 1931-1945
- The Vancouver Disc
- Vienne (Autriche)
- You Can't Get There From Here: films éphémères 1945-1960
- The Voyager Videostack

### CD-ROM
- A Hard Day's Night
- A World Alive
- All My Hummingbirds Have Alibis By Morton Subotnick
- Amanda Stories
- American Poetry The Nineteenth Century
- Amnesty Interactive
- Baseball's Greatest Hits
- The Beat Experience
- The CD Companion to Beethoven : Symphonie No. 9 (Beethoven)
- The CD Companion To Mozart : Quatuor pour cordes No. 19
- The CD Companion to Dvorak : Symphonie No. 9 de Dvořák
- The CD Companion to Stravinsky : Le Sacre du printemps
- Circus! An Interactive Cartoon
- Comic Book Confidential
- The Complete Maus
- Criterion Goes to the Movies
- The Day After Trinity
- Dazzleoids
- Films éphémères 1931-1960 (inclut deux titres précédents, To New Horizons et You Can't Get There From Here)
- Exotic Japan - A Guide to Japanese Culture and Language par Nikki Yokokura
- Le Premier empereur de Chine
- Defending Human Attributes in the Age of the Machine, trois ouvrages de Donald Norman et des articles techniques
- Mumia Abu-Jamal, Live from Death Row
- The Society of Mind, par Marvin Minsky
- For All Mankind
- If Monks Had Macs...
- Invisible Universe (l'univers invisible), par Fiorella Terenzi
- Last Chance to See
- Puppet Motel de Laurie Anderson
- Macbeth
- Our Secret Century: The Darker Side of the American Dream (12 CD de films et de documentaires issus de Prelinger Archives)
- Painters Painting
- People Weekly - 20 Amazing Years Of Pop Culture
- Poetry in Motion
- The Residents Freak Show
- Rodney's Wonder Window
- Sacred and Secular : photographies aériennes de Marilyn Bridges (en)[3]
- Silly Noisy House
- So I've Heard: A Collector's Guide to Compact Discs
- Stephen Jay Gould On Evolution
- Theatre of the Imagination : Radio Stories by Orson Welles and the Mercury Theatre
- This Is Spinal Tap
- The Trout Quintet
- Comprendre McLuhan
- The Voyager Audiostack

### Livres interactifs
- Jurassic Park (roman) - Crichton, Michael
- The Complete Hitch Hiker's Guide to the Galaxy - Adams, Douglas (EB2)
- Commentaires sur Alice in Wonderland - Carroll, Lewis ; intro & notes par Martin Gardner(EB1)
- Virtual Light - Gibson, William (EB52)
- Neuromancer / Count Zero / Mona Lisa Overdrive - Gibson, William (EB15)
- Zen and the Art of Motorcycle Maintenance and Lila: An Inquiry into Morals - Pirsig, Robert (EB8)
- Genius: The Life and Science of Richard Feynman - Gleick, James
- Who Built America
- A Wrinkle in Time, A Wind in the Door, A Swiftly Tilting Planet et Many Waters par L'Engle, Madeleine
- Histoires complètes, Volume 1 - Asimov, Isaac